# Nikolaus Daniel Hinsche
Nikolaus Daniel Hinsche, auch Nicolaus Daniel Hinsche, Pseudonym Theobald Winfried (* 29. Dezember 1771 in Hamburg; † 3. Mai 1848 in Bergedorf) war ein deutscher Bürgermeister und Schriftsteller.

## Leben
Nikolaus Daniel Hinsche wurde als Sohn des Kaufmanns Nikolaus Hinsche (* unbekannt; † 2. November 1785) und dessen Ehefrau Anna Katharina Frey geboren. Sein Großvater, Nikolaus Hinsche (* 15. Juli 1699; † 15. Februar 1765) war Kaufmann und Senator in Hamburg und verheiratet mit Anna Faber (* 27. April 1704; † 27. März 1772), eine Tochter des 1729 verstorbenen Hamburger Bürgermeisters Hans Jakob Faber. Seine Schwester Charlotte (* unbekannt; † 1827) war verheiratet mit dem Kaufmann Nikolaus Daniel Schwieger (* 1780; † 1872), nach dem die „Schwiegerstrasse“ in Hamburg benannt war (1922 erfolgte die Umbenennung in „Kalkhof“).
Seine Mutter heiratete nach dem Tod seines Vaters in zweiter Ehe den Hamburger Kaufmann Johann Matthias Brüning (* 30. April 1748; † 26. Juli 1814), der sein Stiefvater wurde.
Er verbrachte den größten Teil seiner Kindheit und Jugend in dem vom Großvater 1706 erworbenen Landsitz (mit einer Lohmühle) am Kupferhof in Bergedorf, weil sich sein Vater dort häufig aufhielt; nach dem Tod seines Vaters war er alleiniger Besitzer.
Seine Erziehung und Ausbildung erhielt er durch Privatlehrer, u. a. durch den Kandidaten des hamburgischen Ministeriums Bernhard Heinrich Paris († 1. November 1826) und dem Rektor Friedrichs in Bergedorf unterrichtet. Er genoss zwar keine akademische, erhielt jedoch eine umfangreiche klassische Ausbildung.
Nach seiner Konfirmation erhielt er eine kaufmännische Ausbildung bei seinem Stiefvater. Weil er diesem Beruf jedoch nichts abgewinnen konnte, zog er sich 1802 nach Bergedorf zurück und widmete sich der Dichtkunst. Seinen vermutlich ersten öffentlichen Auftritt hatte er aber bereits 1800, als er das Gedicht Hymnus auf die Liebe in der „Deutschen Monatsschrift“ unter seinem Pseudonym Winfried veröffentlichte.
1802 sandte er an Johann Georg Jacobi weitere Gedichte zur Aufnahme in die Damenzeitschrift „Iris – eine literarische Vierteljahresschrift für Frauenzimmer“, die 1803 veröffentlicht wurden. In den folgenden Jahren veröffentlichte er in regelmäßig erscheinenden Blättern, beispielsweise in „Hennig’s Musengarten“, „Eunomia“ und „Allgemeiner Anzeiger der Deutschen“.
1815 wurde im Stadtrat von Bergedorf eine Ratsstelle vakant und Nikolaus Daniel Hinsche konnte dazu bewegt werden, die Stelle als Ratmann anzunehmen.
1817 fasste er gemeinsam mit seinen poetischen Freunden den Entschluss, eine Poetische Blumenlese, die später den Titel Nordischer Musenalmanach erhielt, herauszugeben. Es erschienen 7 Jahrgänge, letztmals 1823.
1820 und 1821 gab er die Zeitschrift Nordalbingische Blätter heraus, von denen jährlich 6 Hefte erschienen.
Nach dem Rücktritt des Bürgermeisters Jacob Gräpel (1743–1832) wurde Nikolaus Daniel Hinsche 1828 zu dessen Nachfolger in Bergedorf gewählt Das Amt des Bürgermeisters übte er bis zu seinem Tod aus. Als Bürgermeister ließ er 1830 die 1703 aufgebrochene Quelle, der sogenannte „Gesundbrunnen“, instand setzen und eine Tafel anbringen, mit einem von ihm gedichteten Vers.
1831 veranlasste er, dass der bei der St.-Petri-und-Pauli-Kirche befindliche Friedhof, wegen dessen Überbelegung, zum Gojenberg (heute „Alter Friedhof“ am Gojenbergsweg) verlegt wurde. Nach seinem Tod wurde Nikolaus Daniel Hinsche dort bestattet und sein Grabstein erinnert heute noch an sein Verdienst als Bergedorfer Bürgermeister.
1834 veröffentlichte er eine Gedichtsammlung unter dem Titel Poetische Versuche von Windfried.
1838 gründete er als Bürgermeister den „Brotverteilungsverein“, der bis zum Ausbruch des Ersten Weltkrieges bestand.
Er setzte sich für den Bau einer Eisenbahnlinie ein, die 1842 mit der Strecke Hamburg-Bergedorf in Betrieb genommen wurde, aufgrund des Stadtbrandes in Hamburg beförderten die ersten Züge anlässlich der Eröffnung am 7. Mai 1842 jedoch keine Ehrengäste, sondern Flüchtlinge aus Hamburg und Feuerwehrleute aus Bergedorf. Der planmäßige Betrieb wurde erst am 17. Mai 1842 ohne Feierlichkeiten aufgenommen.
Am 5. November 1815 heiratete er in Bergedorf Katharina Henriette Carstens, eine Tochter des verstorbenen Lizentiaten der Rechte und Amtsschreibers Peter Hinrich Carstens (* 1739 in Lübeck; † 1. März 1814). Eigene Kinder sind aus der Ehe nicht entstanden, allerdings hatten sie eine Pflegetochter.

## Ehrungen
In Bergedorf wurde die Goethe-Straße 1949 in Daniel-Hinsche-Straße umbenannt.

## Werke
- Feldblumen und Disteln. Leipzig : [s.n.], 1804.
- Echo. Sammlung vermischter Aufsätze für Verstand und Phantasie. Hamburg 1812[10]
- Reliquien, gesammelt auf den Gefilden der Wahrheit und Dichtung. Hamburg 1814
- Poetische Blumenlese für das Jahr 1817. Leipzig ; Hamburg : [s.n.], 1817–1823.
- Ruinen und Blüthen. Altona : [s.n.], 1826.
- Neujahrsnachttraum: nebst einem Anhang kleinerer Poesieen; Dichtung. Altona : Aue, 1838.
- Poetische Versuche: neue Sammlung. Hamburg Perthes, Besser & Mauke 1846
- Nordalbingische Blätter: Zeitschrift für Gebildete. Hamburg Herold.
- Nordischer Musenalmanach; poetische Blumenlese. Hamburg: Herold.[11]